# Arago de Sète Volley-Ball 2021-2022
Questa voce raccoglie le informazioni riguardanti l'Arago de Sète Volley-Ball nelle competizioni ufficiali della stagione 2021-2022.

## Organigramma societario
Area direttiva
- Presidente: René Game

Area tecnica
- Allenatore: Patrick Duflos

## Rosa
| N° | Nome                  | Ruolo | Data di nascita   | Nazionalità sportiva |
| -- | --------------------- | ----- | ----------------- | -------------------- |
| 1  | Maximiliano Gauna     | C     | 29 aprile 1989    | Argentina            |
| 2  | Romain Capet          | S     | 20 novembre 2002  | Francia              |
| 3  | Maximiliano Chirivino | P     | 12 novembre 1989  | Argentina            |
| 4  | Baptiste Geiler       | S     | 12 marzo 1987     | Francia              |
| 6  | Check Namboué         | O     | 9 luglio 2003     | Francia              |
| 7  | Matthieu Garcia       | P     | 11 marzo 2000     | Francia              |
| 8  | Cheikh Diop           | O     | 9 ottobre 2000    | Francia              |
| 9  | Tom Picard            | S     | 16 settembre 1998 | Francia              |
| 11 | Vincent Mabiala       | C     | 11 novembre 1996  | Rep. del Congo       |
| 12 | Pépin Rajoharivelo    | P     | 18 gennaio 2004   | Francia              |
| 13 | Timo Beriot           | S     | 31 dicembre 2000  | Francia              |
| 14 | Romain Devèze         | L     | 5 ottobre 1993    | Francia              |
| 15 | Moritz Karlitzek      | S     | 12 agosto 1996    | Germania             |
| 16 | Hugo Fouillade        | L     | 28 aprile 2000    | Francia              |
| 17 | Matthieu Garcia       | P     | 11 marzo 2000     | Francia              |
| 18 | Ardo Kreek            | C     | 7 agosto 1986     | Estonia              |
| 19 | Tibo Rippert          | S     | 15 novembre 2001  | Francia              |
| -  | Ethan Namboue         | O     | -                 | Francia              |
| -  | Théo Bastien          | S     | 11 dicembre 2000  | Francia              |
| -  | Mihail Corabieru      | L     | 16 agosto 2003    | Moldavia             |